# Gălbinași (gmina w okręgu Buzău)
Gălbinași – gmina w Rumunii, w okręgu Buzău. Obejmuje miejscowości Gălbinași, Bentu i Tăbărăști. W 2011 roku liczyła 4116 mieszkańców.